# El pacte (pel·lícula de 2018)
El pacte (originalment en castellà, El pacto) és una pel·lícula de thriller de terror sobrenatural espanyol del 2018 dirigida per David Victori que protagonitza Belén Rueda, Darío Grandinetti i Mireia Oriol. S'ha doblat al català.

## Sinopsi
Tot buscant desesperadament salvar la vida de la seva filla Clara, que acaba d'entrar en coma, la Mónica arriba a un pacte amb el diable que suposa la possibilitat de començar a matar persones.

## Repartiment
- Belén Rueda com a Mónica[3]
- Darío Grandinetti com a Álex[3]
- Mireia Oriol com a Clara[3]
- Jordi Recasens com a Fran[3]
- Patxi Santamaria com a Santero[3]
- Antonio Durán "Morris"[4]
- Carlus Fàbrega[4]
- Josean Bengoetxea[4]
- Vanessa Buchaca[4]
- Frederic Llobregat[4]

## Producció
El pacte, el primer llargmetratge com a director de David Victori, és una producció d'Ikiru Films, 4Cats Pictures, Sony Pictures International Productions i El Pacto La Película AIE, amb la participació de TVE, TVC, Movistar+ i Vodafone i el suport de l'ICAA i l'ICEC. El rodatge va acabar el 2017; i va tenir lloc en diversos localitzacions incloent-hi Barcelona.

## Publicació
Distribuïda per Sony Pictures Entertainment Iberia, la pel·lícula es va estrenar a les sales de cinema el 17 d'agost de 2018 a Espanya, on va recaptar 447.210 € el cap de setmana d'estrena.